# Osocor I
Osocor I (em grego clássico: Οσοχωρ A; romaniz.: Osochor I; em egípcio: Osorkon I), nascido Osocor Meriamom ("Amado de Amom") e cujo nome real era Sequenqueperé ("Poderosas são as Manifestações de Rá"), foi o 2º faraó da XXII dinastia, reinando de 927 a.C., em sucessão de seu pai Sisaque I (r. 945–924 a.C.), até sua morte em 889 a.C., quando foi sucedido por seu filho Taquelote I (r. 889–874 a.C.).

## Vida
Osocor era filho de Sisaque I (r. 945–924 a.C.), fundador da XXII dinastia (945–715 a.C.), a quem sucedeu em 927 a.C. Seguiu a política do falecido e favoreceu as várias lideranças religiosas, consolidando sua posição e mantendo contínuo programa de construção, especialmente em Bubástis. O sumo sacerdócio de Amom em Carnaque foi retirado de seu irmão Iupute e dado a um de seus filhos, Sisaque II, a quem elevou à posição de coregente em 890 a.C.. Sisaque, porém, faleceu meses antes de seu pai e ambos foram enterrados em Tânis. O trono foi assumido por outro de seus filhos, Taquelote I (r. 889–874 a.C.).